# El Matí
El Matí fue un periódico, en lengua catalana, editado en Barcelona entre 1929 y 1936.

## Historia
El diario, que publicó su primer número el 24 de mayo de 1929, fue una publicación de ideología católica y catalanista que se editó en Barcelona. Los promotores de la iniciativa fueron Josep Maria Junoy y Josep Maria Capdevila, entre otros, quienes en octubre de 1928 lanzaron un manifiesto para la constitución de un «diario independiente, catalán y católico».
A raíz de un manifiesto del diario se fundó el partido Unión Democrática de Cataluña (UDC) en 1931, del cual fue portavoz oficial. Muchos de los redactores procedían de este partido y de la Federació de Joves Cristians de Catalunya, como los directores del diario Jaume Ruiz Manent y Fèlix Millet, y los colaboradores Joaquim Civera, Mauricio Serrahima, Magí Valls, Lluís Jorda, J. M. Ràfols, J. M. Salvày, Narcís de Carreras entre otros. Se caracterizaba por su cuidada presentación y por su información bastante ponderada. 
Desde 1931 el diario llegó a publicar un suplemento, Esplai, que a partir de 1934 se editó como una revista independiente.
Publicó su último número el 19 de julio de 1936. Al estallar la guerra civil fue incautado por las autoridades republicanas, y los talleres entregados al recién creado Partido Socialista Unificado de Cataluña (PSUC), que las aprovechó para editar su órgano de difusión, Treball. Una vez acabada la guerra desapareció definitivamente.
Sus instalaciones serían confiscadas por FET y de las JONS, tras la conquista de Barcelona en 1939.